# Check Yo Self
"Check Yo Self" é o segundo hit single do terceiro álbum solo de Ice Cube Predator. Foi lançado em 20 de julho de 1993 e apresenta os rappers de New York Das EFX. Ficou no topo da Billboard R&B/Hip-Hop e das paradas de rap enquanto ficou no 20º lugar da Billboard Hot 100. A música tem duas versões, a original e um remix que usa a mesma batida que o hit de Grandmaster Flash "The Message". A versão original inclui um sample da canção "The New Style" dos Beastie Boys, que utiliza a frase "check it" através do refrão.
A canção é apresentada no álbum de Ice Cube Bootlegs & B-Sides e foi mais tarde lançada no seu álbum Greatest Hits. A versão censurada de "Check Yo Self (The Message Remix)" pode ser encontrada no popular videogame Grand Theft Auto: San Andreas, tocando na estação de rádio de West Coast hip hop Radio Los Santos e na trilha sonora do filme Harold & Kumar Escape from Guantanamo Bay. Um remix da versão original da canção, com a participação de Chuck D, foi apresentado no filme de 2010 Due Date.Em Janeiro de 2010, Snoop Dogg lançou uma versão cover da canção. O guitarrista Wayne Krantz incluiu uma versão instrumental da canção (baseada na versão "message remix") no seu álbum de 2012 Howie 61.

## Faixas
1. Check Yo' Self (radio remix "The Message")
2. Check Yo' Self (remix instrumental)
3. It Was a Good Day (radio remix edit)
4. It Was a Good Day (remix instrumental)
5. 24 with a L

## Paradas
| Parada (1993)                        | Posição |
| ------------------------------------ | ------- |
| U.S. Billboard Hot 100               | 20      |
| U.S. Billboard Hot R&B/Hip-Hop Songs | 1       |
| U.S. Billboard Hot Rap Tracks        | 1       |
| UK Singles Chart                     | 36      |

| Parada (1993)          | Posição |
| ---------------------- | ------- |
| U.S. Billboard Hot 100 | 86      |